# Valero Causada y Labastida
Valero Causada y Labastida fue un médico y científico aragonés que desarrolló su carrera profesional a mediados del siglo XIX.

## Biografía
Nació en Huesca el 29 de enero de 1819, en el seno de una familia de galenos y naturalistas perteneciente a la pequeña nobleza y de origen francés. Era hijo del médico y catedrático José Ignacio Causada y Abarca y de Joaquina Labastida Hernández. 
Cursó sus estudios de medicina en el Real Colegio de San Carlos de Madrid y en el Real Colegio de Medicina y Cirugía de Barcelona, aunque finalmente obtendría su título por la Universidad de Zaragoza. Doctor en Medicina y catedrático como su progenitor, se le encomendaron las clases de Física y Matemáticas en la Universidad de Zaragoza en los años próximos a la polémica reforma docente de 1845, que supondría la desaparición de la Facultad de Medicina durante dos décadas. 
El 4 de mayo de 1843 ingresó en la Real Academia de Medicina de Zaragoza, ostentando la Medalla nº 10. El tema de su discurso fue "El estudio de las ciencias naturales es de una necesidad indispensable al profesor de la ciencia de curar". Desde el 1 de enero de 1851 hasta su fallecimiento desempeñaría la presidencia de la corporación.   
El 2 de enero de 1845 fue nombrado académico correspondiente de la Real de Medicina de Galicia y Asturias, con sede en La Coruña.  
El 1 de junio de 1847 tomo posesión de la cátedra de Física de la Universidad de Zaragoza, para la que había sido nombrado el 20 de mayo anterior por el director general de Instrucción Pública.  
En 1855 se creó bajo su dirección el Observatorio Astronómico y Meteorológico de Zaragoza, pionero de los de su clase en España, que funcionó hasta 1892. Estaba ubicado en un edificio anexo a la Universidad de Zaragoza y equipado con los instrumentos necesarios y más avanzados para la observación y medición del clima.  
El doctor Causada fue el encargado de coordinar la comisión astronómica integrada por científicos españoles y franceses que se desplazó a Zaragoza para observar, desde el Moncayo, el eclipse solar total que puso observarse en España el 18 de julio de 1860. 
A lo largo de su carrera profesional defendió siempre la necesaria interrelación de la medicina con otras ciencias afines, especialmente la física, la química y las ciencias naturales.
Su residencia de la calle San Gil de Zaragoza fue el primer edificio de la ciudad en el que brilló la luz eléctrica, según relata Mariano Gracia Albacar en Memorias de un zaragozano (1850-1861). 
Falleció en Vergara (Guipúzcoa) el 15 de julio de 1862.